# Claude Issorat
Claude Issorat, né le 7 février 1966 à Pointe-à-Pitre en Guadeloupe, est un athlète handisport français.
Il participe à quatre Jeux paralympiques, à Barcelone en 1992, à Atlanta en 1996, à Sydney en 2000 et à Athènes en 2004. Sur l'ensemble de ces quatre éditions, il gagne un total de 13 médailles, dont 7 en or (hors épreuves de démonstration).

## Palmarès
- Jeux paralympiques d'été de 1992 à Barcelone
  -  Médaille d'or sur 100m
  -  Médaille d'or sur 200m
  -  Médaille d'argent sur 400m
  -  Médaille d'argent sur le marathon
  - Épreuve de démonstration :  Médaille d'or sur 1 500m

- Jeux paralympiques d'été de 1996 à Atlanta
  -  Médaille d'or sur 200m
  -  Médaille d'or sur 400m
  -  Médaille d'or sur relais 4 × 400m
  -  Médaille de bronze sur 100m
  - Épreuve de démonstration :  Médaille d'or sur 1 500m

- Jeux paralympiques d'été de 2000 à Sydney
  -  Médaille d'or sur 400m
  -  Médaille d'or sur relais 4 × 400m
  -  Médaille d'argent sur 200m
  - Épreuve de démonstration :  Médaille d'argent sur 1 500m

- Jeux paralympiques d'été de 2004 à Athènes
  -  Médaille d'argent sur relais 4 × 400m
  -  Médaille de bronze sur relais 4 × 100m

- Championnats du monde 1998 à Birmingham
  -  Médaille d'argent sur 200m
  -  Médaille de bronze sur 100m

- Championnats d'Europe 2001 à Nottwil
  -  Médaille d'or sur 400m en
- Championnats d'Europe 2003 à Assen
  -  Médaille de bronze sur 1 500m

- Jeux de la Francophonie 1994 à Bondoufle
  -  Médaille d'or du 1 500 mètres T4